# Jensy Muñoz
Jensi Muñoz Sallez (L'Avana, 26 gennaio 1983) è un ex calciatore cubano, di ruolo centrocampista.

## Carriera

### Club
Ha cominciato a giocare nel Ciudad de La Habana, squadra in cui ha militato per 11 anni. Nel 2013 è passato al La Habana. Nel 2016 è stato acquistato dal Parham.

### Nazionale
Ha debuttato in Nazionale il 13 marzo 2003, nell'amichevole Cuba-Giamaica (1-0), subentrando a Maykel Galindo al minuto 67. Ha messo a segno la sua prima rete con la maglia della Nazionale il 6 settembre 2006, in Cuba-Isole Cayman (7-0), siglando la rete del definitivo 7-0 al minuto 85. Ha partecipato, con la Nazionale, alla CONCACAF Gold Cup 2005. Ha collezionato in totale, con la maglia della Nazionale, 22 presenze e due reti.